# UFC 71
UFC 71: Liddell vs. Jackson（ユーエフシー・セブンティワン：リデル・バーサス・ジャクソン）は、アメリカ合衆国の総合格闘技団体「UFC」の大会の一つ。2007年5月26日、ネバダ州ラスベガスのMGMグランド・ガーデン・アリーナで開催された。
サブタイトル「Liddell vs. Jackson」の通り、メインイベントでは、かつて2003年のPRIDE GRANDPRIX 2003 決勝戦で戦ったチャック・リデルとクイントン・"ランペイジ"・ジャクソンのUFC世界ライトヘビー級タイトルマッチでの再戦が行われた。

## 大会概要
メインイベントでは、クイントン・"ランペイジ"・ジャクソンがチャック・リデルとのライトヘビー級タイトルマッチを制し、第7代UFC世界ライトヘビー級王者となった。試合後、来場していたPRIDEミドル級・ウェルター級の2階級王者ダン・ヘンダーソンがジャクソンの王座への挑戦を表明し、ジャクソンもこれを快諾。UFC 75でのライトヘビー級タイトルマッチが決定した。
キャリア9戦全勝のチアゴ・シウバがUFCデビュー。

## 試合結果

### プレリミナリィカード
第1試合 ライトヘビー級 5分3R
○  ウィウソン・ゴヴェイア vs.  カーメロ・マレロ ×
1R 3:06 フロントチョーク
第2試合 ライト級 5分3R
○  ディン・トーマス vs.  ジェレミー・スティーブンス ×
2R 2:14 腕ひしぎ十字固め
第3試合 ライトヘビー級 5分3R
○  アラン・ベルチャー vs.  ショーン・サーモン ×
1R 0:53 フロントチョーク
第4試合 ライトヘビー級 5分3R
○  チアゴ・シウバ vs.  ジェームス・アーヴィン ×
1R 1:06 TKO（レフェリーストップ：右膝の負傷）

### メインカード
第5試合 ミドル級 5分3R
○  カリブ・スターンズ vs.  クリス・リーベン ×
3R終了 判定3-0（29-28、30-27、29-28）
第6試合 ライトヘビー級 5分3R
○  ヒューストン・アレクサンダー vs.  キース・ジャーディン ×
1R 0:48 TKO（レフェリーストップ：パウンド）
第7試合 ミドル級 5分3R
○  テリー・マーティン vs.  アイヴァン・サラベリー ×
1R 2:04 TKO（レフェリーストップ：パウンド）
第8試合 ウェルター級 5分3R
○  カロ・パリジャン vs.  ジョシュ・バークマン ×
3R終了 判定3-0（30-27、30-27、29-28）
第9試合 UFC世界ライトヘビー級タイトルマッチ 5分5R
○  クイントン・"ランペイジ"・ジャクソン vs.  チャック・リデル ×
1R 1:53 TKO（レフェリーストップ：右フック→パウンド）
※ジャクソンが王座獲得に成功。

### 各賞
ファイト・オブ・ザ・ナイト：カリブ・ スターンズ vs . クリス・リーベン
ノックアウト・オブ・ザ・ナイト： クイントン・"ランペイジ"・ジャクソン
サブミッション・オブ・ザ・ナイト： ディン・トーマス
各選手にはボーナスとして40,000ドルが支給された。